# Andracantha mergi
Andracantha mergi är en hakmaskart som först beskrevs av Lundstroem 1941.  Andracantha mergi ingår i släktet Andracantha och familjen Polymorphidae. Inga underarter finns listade i Catalogue of Life.